# Reino de Valência
O Reino Cristão de Valência foi criado em 1238, após a conquista da taifa de Balansiya, por parte do rei de Aragão Jaime I, o Conquistador. Posteriormente, foi ampliado até o sul da linha Biar-Busot.
Jaime I, vendo que era difícil repovoar tanto território conquistado, tenta conservar alguns privilégios da população nativa, assim como respeitar suas religiões e costumes, proclamando os Foros de Valência (Els Furs), a partir do qual se criou com entidade de reino e passando a formar parte da Coroa de Aragão. Foi assim dependente da coroa, mas com uma administração própria.
A criação do reino provocou uma irada reação da nobreza aragonesa, que via assim impossível o prolongamento de seus senhorios até as terras valencianas.